# Maasvlaktestrand

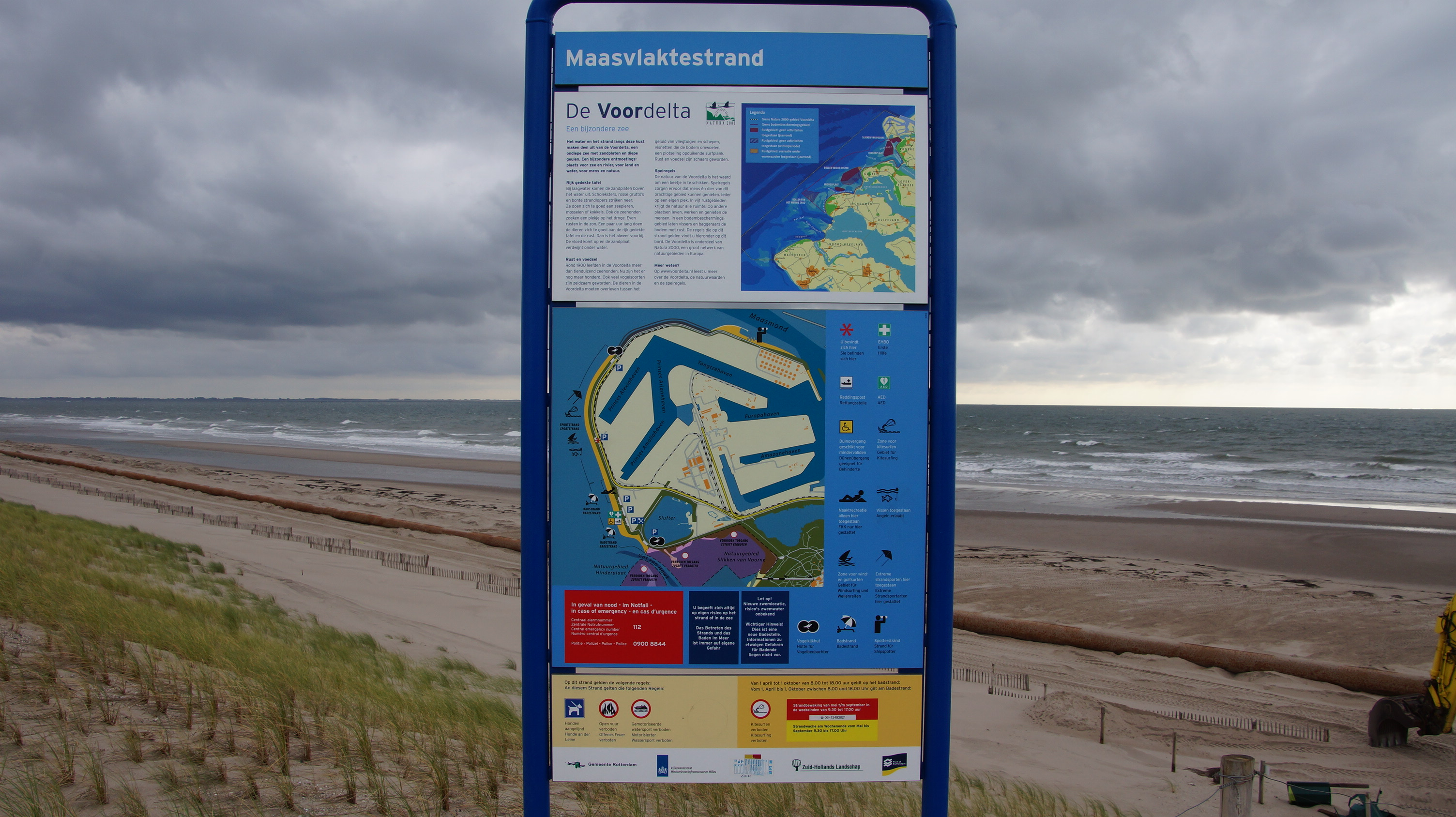
Hinweisschild am Maasvlaktestrand

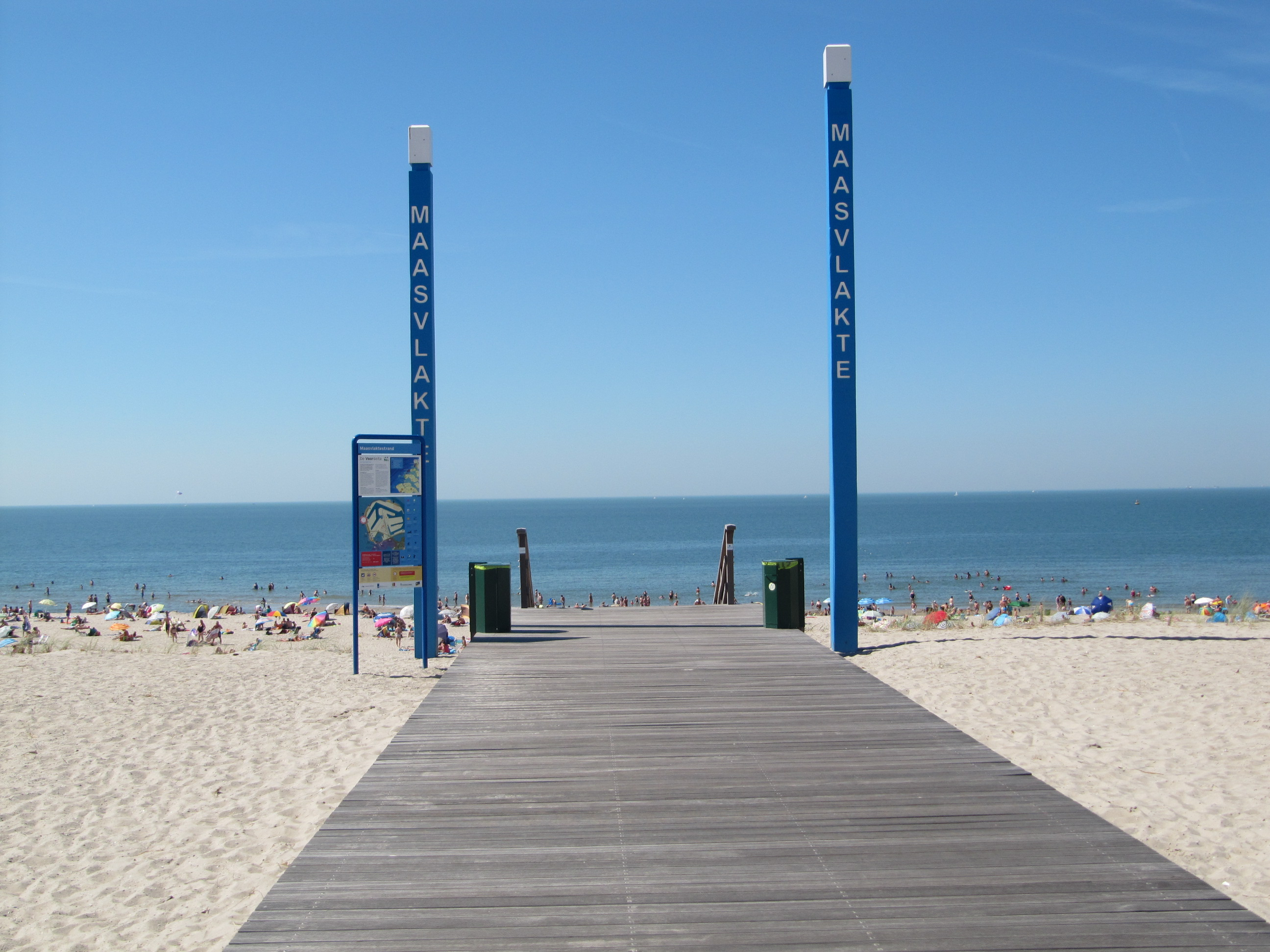
Strandzugang zum Maasvlaktestrand

Der Maasvlaktestrand ist ein breiter, künstlich angelegter, Sandstrand entlang der Maasvlakte (deutsch Maasebene) in der Nähe der Maasmündung bei Rotterdam.
Der Strand wurde ab dem Jahr 1987 entlang der Slufter, einem großen Depot für die Lagerung von Sand von den Baggerarbeiten bei der Erstellung folgender Häfen, angelegt:
- Amazonehaven
- Europahaven
- Prinses Amaliahaven
- Prinses Alexiahaven
- Prinses Arianehave
- Yangtzehaven

Der Strand ist unter anderem bei Kitesurfern, Nacktbadern und Hundehaltern beliebt. An der Leine geführte Hunde sind das ganze Jahr über erlaubt, offenes Feuer und motorisierter Wassersport sind untersagt.
Der Strand ist von Rotterdam über die A15/N15 erreichbar.
Koordinaten: 51° 57′ 3″ N, 3° 58′ 0″ O